# Frithiof Boy
Gillis Frithiof August Boy, född 24 november 1823 på Åbonäs i Säby socken, Småland, död 8 maj 1893 i Stockholm, var en svensk militär.
Frithiolf Boy var son till generallöjtnant Johan Fredrik Boy och Christina Emilia Rosenborg. Han blev sergeant vid Jämtlands hästjägarkår 1837, fanjunkare där 1838, underlöjtnant 1841 och transporterades som underlöjtnant till Livgardet till häst 1846. Han deltog i Slesvig-holsteinska kriget 1848–1849 och tjänstgjorde därvid som adjutant hos kavalleribrigadchefen, överste Flindt, deltog bland annat slaget vid Kolding med flera slag. Han blev 1850 kapten och ordonnansofficer hos kronprinsen 1854, kammarherre vid hovet 1857, kammarherre hos kronprinsen samma år och ryttmästare 1857. År 1858 följde Boy Jakob Wilhelm Sprengtporten på hans uppdrag till Paris. Han blev 1858 adjutant hos kronprinsen, 1859 major i armen, hovstallmästare och fortsatte som adjutant hos Karl XV sedan han blivit kung. År 1870 blev han tjänstfri vid hovet, och 1872 major vid Livgardet till häst. Boy blev överstelöjtnant i armén 1873 och var överste och chef för Husarregementet Konung Karl XV 1874–1883. Boy var även kommendant i Malmö 1879–1883. Han erhöll avsked 1883 med tillstånd att kvarstå som överste i armén.
Frithiof Boy blev 1870 ledamot av Krigsvetenskapsakademien. Han blev 1849 riddare av Dannebrogorden, riddare av Hederslegionen 1858, kommendör av Hederslegionen 1873, samma år riddare av Sankt Olavs orden, kommendör av Kungliga Sachsiska Albrechtsordens andra klass 1859, riddare av Röda örns orden, riddare av Svärdsorden 1863, kommendör av Svärdsordens första klass 1883 och tilldelades Meschidie-orden tredje klass 1871